# جیلیان مایکلز
جیلیان مایکلز (زاده ۱۸ فوریه ۱۹۷۴،امریکا) مربی شخصی،بازرگان ،نویسنده و شخصیت تلویزیونی از شهر لس آنجلس است. مایکلز بیشتر برای حضور در برنامه بزرگترین بازنده و از دست دادن آن با جیلیان در شبکه ان‌بی‌سی و برنامه پزشکان شناخته شده است.جیلیان از نظر تمایلات جنسی،دوجنس‌گراست. مایکلز همچنین دارای دو فرزند است.